# Franz Meixner
Franz Meixner (6. srpna 1869 Vomp – 18. března 1926 Telfes im Stubai) byl rakouský římskokatolický kněz a křesťansko sociální politik, na počátku 20. století poslanec Říšské rady, v poválečném období poslanec rakouské Národní rady.

## Biografie
Vychodil národní školu a gymnázium. Vystudoval pak teologii v Telfesu. Působil jako farář a zemědělec v Telfesu. Byl rovněž předsedou svazu chovatelů dobytka v Telfesu. Angažoval se v Křesťansko sociální straně Rakouska.
Na počátku 20. století se zapojil i do celostátní politiky. Ve volbách do Říšské rady roku 1911 získal mandát v Říšské radě (celostátní zákonodárný sbor) za obvod Tyrolsko 16. Usedl do poslanecké frakce Křesťansko-sociální klub německých poslanců. Ve vídeňském parlamentu setrval až do zániku monarchie.Profesně byl k roku 1911 uváděn jako farář.
Po válce zasedal v letech 1918–1919 jako poslanec Provizorního národního shromáždění Německého Rakouska (Provisorische Nationalversammlung).